# Lüshi chunqiu
Lüshi chunqiu (吕氏春秋; Lǚshì Chūnqiū) eller Herr Lüs annaler är ett vetenskapligt uppslagsverk, eller samling vetenskapliga avhandlingar, tillkommet på senare hälften av 200-talet f.Kr. i staten Qin strax före Kinas.
Efter att Ying Zheng 246 f.Kr. tillträtt som kung över Qin fortsatte Lü Buwei som försteminister. Lü Buwei bjöd in många främmande rådgivare och lärda till landet. Han bad sina gäster att skriva ner sina lärdomar, och detta samlades till ett uppslagsverk. Uppslagsverket är uppdelat på åtta undersökningar (览), sex diskussioner (论) och tolv almanackor (纪). Totalt innehåller verket mer än 200 000 ord uppdelade i 160 kapitel.
Verket spänner över en hel rad ämnen såsom fenologi, filosofi, kosmologi, ekonomi, beteendevetenskap och krigsteknik. Lüshi chunqiu har varit en handbok för högre tjänstemän för att ge en bättre förståelse för relationen mellan alla saker och fenomen på jorden.